# Каджар
Каджар (азерб. Qacar) — село у Фюзулінському районі Азербайджану. Село розташоване у південній частині району, на південний захід від міста Мартуні.
7 листопада 2020 року в ході Другої Карабаської війни було звільнене Збройними силами Азербайджану.